# Grand Prix Stanów Zjednoczonych – Zachód Formuły 1

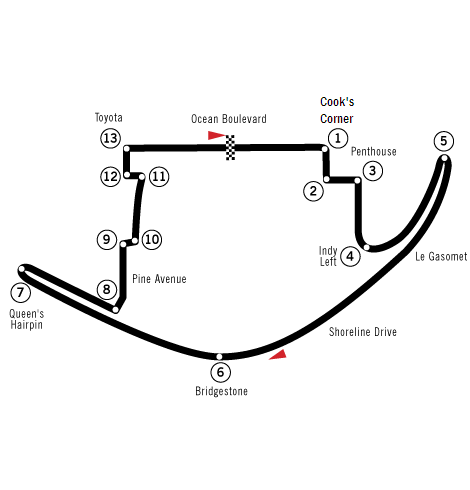
Układ trasy z 1976 roku

Grand Prix Stanów Zjednoczonych – Zachód – wyścig rozgrywany w ramach mistrzostw Formuły 1 w latach 1976–1983 na ulicznym torze w Long Beach; po 1983 wyścig serii CART jako Grand Prix Long Beach
Stany Zjednoczone były drugim krajem (po Włochach), który posiadał dwa wyścigi F1 w jednym sezonie. Uliczny tor okazał się sporym sukcesem. Śródmiejski odcinek trasy zmieniał się trzy razy w ciągu ośmiu lat, ale zawsze ścigano się po Shoreline Drive – prawym, długim i bardzo szybkim zakręcie prowadzącym wzdłuż zatoki. W latach 1978-1982 start znajdował się na Shoreline Drive, a meta na Ocean Boulevard.
W 1980 na końcu długiej prostej poważnemu wypadkowi uległ Clay Regazzoni, który został sparaliżowany od pasa w dół. Zawiodły hamulce i bolid Szwajcara uderzył w bariery przy ok. 280 km/h.
W ostatnim rozgrywanym tu wyścigu Formuły 1 w 1983 wygrał John Watson, który startował z 22. miejsca. W nowoczesnych wyścigach Grand Prix jest to zwycięstwo osiągnięte z najdalszej pozycji startowej.

## Zwycięzcy Grand Prix Stanów Zjednoczonych – Zachód
| Sezon | Kierowca          | Konstruktor   | Tor        |        |
| ----- | ----------------- | ------------- | ---------- | ------ |
| 1976  | Clay Regazzoni    | Ferrari       | Long Beach | Wyniki |
| 1977  | Mario Andretti    | Lotus-Ford    | Long Beach | Wyniki |
| 1978  | Carlos Reutemann  | Ferrari       | Long Beach | Wyniki |
| 1979  | Gilles Villeneuve | Ferrari       | Long Beach | Wyniki |
| 1980  | Nelson Piquet     | Brabham-Ford  | Long Beach | Wyniki |
| 1981  | Alan Jones        | Williams-Ford | Long Beach | Wyniki |
| 1982  | Niki Lauda        | McLaren-Ford  | Long Beach | Wyniki |
| 1983  | John Watson       | McLaren-Ford  | Long Beach | Wyniki |
| Sezon | Kierowca          | Konstruktor   | Tor        |        |